# Wola Bobrowa
Wola Bobrowa – wieś w Polsce położona w województwie lubelskim, w powiecie łukowskim, w gminie Wojcieszków.
| SIMC    | Nazwa                                                                   | Rodzaj    |
| ------- | ----------------------------------------------------------------------- | --------- |
| 0695427 | Wola Bobrowa-Kolonia (nazywana przez mieszkańców Gościńcem, od "gości") | część wsi |

W latach 1975–1998 miejscowość administracyjnie należała do województwa siedleckiego.
Wieś stanowi sołectwo w gminie Wojcieszków. Według Narodowego Spisu Powszechnego z roku 2011 wieś liczyła 210 mieszkańców.
Pierwsze wzmianki o miejscowości pojawiają się w dokumencie z roku 1552, w którym to, Mikołaj Dzik prawdopodobnie założyciel i pierwszy właściciel wsi otrzymał od króla prawo do pobierania mosowego do naprawy dwóch mostów m.in. na rzece "Thepel", która to była prawdopodobnie rzeczką nieopodal znaną teraz jako Bystrzyca Mała.
Losy miejscowości nierozłącznie łączyły się z historią kraju i regionu w którym się znajdowała. Wiadome jest z ustnych relacji starszych mieszkańców wioski o umiejscowieniu na polach za wsią (bliżej wsi Marianów) sowieckiego lotniska zapasowego w roku 1944, z którego regularnie startowały i lądowały samoloty wojskowe, a teren w przyległym do pól lesie do dziś przecinają dobrze widoczne jeszcze okopy.
Wierni Kościoła rzymskokatolickiego należą do parafii Najświętszego Serca Pana Jezusa w Wojcieszkowie.